# Воскресенське (Мелеузівський район)
Воскресе́нське (рос. Воскресенское, башк. Воскресенск) — село (колишнє смт) у складі Мелеузівського району Башкортостану, Росія. Адміністративний центр Воскресенської сільської ради.
Населення — 1817 осіб (2010; 1918 в 2002).

## Видатні уродженці
- Немчинов Олександр Михайлович — Герой Радянського Союзу.